# Pleasures Pave Sewers
Pleasures Pave Sewers – debiutancki album deathcore'owego zespołu Lock Up wydany w 1999 roku przez wytwórnię Nuclear Blast.

## Lista utworów
1. „After Life in Purgatory” – 2:08
2. „Submission” – 2:46
3. „Triple Six Suck Angels” – 2:58
4. „Delirium” – 1:56
5. „Pretenders of the Throne” – 1:45
6. „Slow Bleed Gorgon / Pleasures Pave Sewers” – 3:36
7. „Ego Pawn” – 1:53
8. „The Dreams Are Sacrificed” – 2:06
9. „Tragic Faith” – 2:30
10. „Darkness of Ignorance” – 2:23
11. „Salvation thru' Destruction” – 2:24
12. „Leech Eclipse” – 0:56
13. „Fever Landscapes” – 1:47

## Twórcy
- Peter Tägtgren – wokal
- Jesse Pintado – gitara elektryczna
- Shane Embury – gitara basowa
- Nicholas Barker – perkusja
- Andy Sneap – produkcja, inżynieria dźwięku